# Ionikos Nikaias B.C.
El  Ionikos Nikaias B.C. (en griego: Αθλητικός Όμιλος Ιωνικός Νίκαιας) es un equipo de baloncesto griego con sede en Níkea, El Pireo, que disputa la A1 Ethniki, la primera división del baloncesto heleno. Fue fundado en 1965. Disputa sus partidos en el Platonas Gymnasium, con capacidad para 1200 espectadores.

## Historia
El equipo de baloncesto del Ionikos fue fundado en 1965 junto con el equipo de fútbol. El primer partido oficial lo disputó el 9 de agosto de, 1966 contra el Α.Ο. Zografou participando en el campeonato de la clase A-Atenas - El Pireo. Jugó en categorías inferiores hasta que en la temporada 1972-73 logró el ascenso a la segunda división nacional. En 1975, con Panagiotis Giannakis liderando al equipo, logró el ascenso a la A1 Ethniki, la primera división helena. En 1979 logran acceder por vez primera a una competición europea, la Copa Korać, cayendo en la primera ronda.
Permaneció en la promera división hasta la temporada 1986-87, en la que descendieron a la A2 Ethniki, comenzando un largo periodo en el que se moverían en diferentes niveles inferiores del baloncesto griego, llegando incluso a descender hasta la quinta división. Ya en la temporada 2017-19 se hicieron con el campeonato de la B Ethniki, la tercera división, regresando a la élite.

## Trayectoria
| Temporada | Nivel | División   | Pos. | Copa de Grecia | Competiciones europeas | Competiciones europeas | Competiciones europeas |
| --------- | ----- | ---------- | ---- | -------------- | ---------------------- | ---------------------- | ---------------------- |
| 2000–01   | 2     | A2 Ethniki | 3º   |                |                        |                        |                        |
| 2001–02   | 2     | A2 Ethniki | 11º  |                |                        |                        |                        |
| 2002–03   | 2     | A2 Ethniki | 6º   |                |                        |                        |                        |
| 2003–04   | 2     | A2 Ethniki | 13º  |                |                        |                        |                        |
| 2004–05   | 3     | B Ethniki  | 7º   |                |                        |                        |                        |
| 2005–06   | 3     | B Ethniki  | 12º  |                |                        |                        |                        |
| 2006–07   | 3     | B Ethniki  | 14º  |                |                        |                        |                        |
| 2007–08   | 4     | C Ethniki  | 7º   |                |                        |                        |                        |
| 2008–09   | 4     | C Ethniki  | 10º  |                |                        |                        |                        |
| 2009–10   | 4     | C Ethniki  | 10º  |                |                        |                        |                        |
| 2010–11   | 5     | ESKANA A1  | 4º   |                |                        |                        |                        |
| 2011–12   | 5     | ESKANA A1  | 1º   |                |                        |                        |                        |
| 2012–13   | 4     | C Ethniki  | 2º   |                |                        |                        |                        |
| 2013–14   | 3     | B Ethniki  | 3º   |                |                        |                        |                        |
| 2014–15   | 3     | B Ethniki  | 7º   |                |                        |                        |                        |
| 2015–16   | 3     | B Ethniki  | 2º   |                |                        |                        |                        |
| 2016–17   | 3     | B Ethniki  | 5º   |                |                        |                        |                        |
| 2017–18   | 3     | B Ethniki  | 1º   |                |                        |                        |                        |
| 2018–19   | 2     | A2 Ethniki | 1º   |                |                        |                        |                        |
| 2019–20   | 1     | A1 Ethniki |      |                |                        |                        |                        |